# Barrachina
Barrachina è un comune spagnolo di 154 abitanti situato nella comunità autonoma dell'Aragona.